# Allsvenskan 1968
L'edizione 1968 del campionato di calcio svedese (Allsvenskan) vide la vittoria finale del neopromosso Östers IF.
Capocannoniere del torneo fu Ove Eklund (Åtvidabergs FF), con 16 reti.

## Classifica finale
|    | Classifica     | G  | V  | N | P  | GF | GS | Punti |
| -- | -------------- | -- | -- | - | -- | -- | -- | ----- |
| 1  | Öster          | 22 | 12 | 3 | 7  | 44 | 28 | 27    |
| 2  | Malmö FF       | 22 | 11 | 5 | 6  | 42 | 27 | 27    |
| 3  | IFK Norrköping | 22 | 11 | 5 | 6  | 36 | 24 | 27    |
| 4  | Djurgården     | 22 | 10 | 7 | 5  | 36 | 29 | 27    |
| 5  | Örebro         | 22 | 11 | 3 | 8  | 34 | 35 | 25    |
| 6  | Elfsborg       | 22 | 8  | 7 | 7  | 33 | 28 | 23    |
| 7  | Åtvidaberg     | 22 | 11 | 0 | 11 | 34 | 29 | 22    |
| 8  | GAIS           | 22 | 7  | 4 | 11 | 29 | 36 | 18    |
| 9  | IFK Göteborg   | 22 | 5  | 8 | 9  | 30 | 42 | 18    |
| 10 | AIK            | 22 | 5  | 7 | 10 | 28 | 36 | 17    |
| 11 | Helsingborg    | 22 | 7  | 3 | 12 | 23 | 38 | 17    |
| 12 | Örgryte        | 22 | 4  | 8 | 10 | 28 | 45 | 16    |

### Verdetti
- Östers IF campione di Svezia 1968.
- Helsingborgs IF  e Örgryte IS retrocesse in Division 2.